# Ugra község
Ugra község (románul: Comuna Ungra) község Brassó megyében, Romániában. Központja Ugra, hozzá tartozik Longodár.

## Népessége
A 2011-es népszámlálás adatai alapján a község népessége 1949 fő volt.